# Oleksandr Serdiuk
Oleksandr Serdiuk (în ucraineană Олександр Сердюк; n. 3 iulie 1978, Harkov, RSS Ucraineană, URSS) este un arcaș ce a reprezentat Ucraina, medaliat olimpic. A participat la 2 ediții ale Jocurilor Olimpice (2004, 2008) în care a câștigat o medalie de bronz.